# Alphocoris
Alphocoris is een geslacht van wantsen uit de familie van de Scutelleridae (Pantserwantsen). Het geslacht werd voor het eerst wetenschappelijk beschreven door Ernst Friedrich Germar in 1839.

## Soorten
Het genus bevat de volgende soorten:

- Alphocoris asper Rédei, Tsai & Jindra, 2018
- Alphocoris caudatus Rédei, Tsai & Jindra, 2018
- Alphocoris crassipes Linnavuori, 1975
- Alphocoris curculionoides (Jakovlev, 1877)
- Alphocoris halophilus Linnavuori, 1984
- Alphocoris indutus Stål, 1865
- Alphocoris larinoides Germar, 1830
- Alphocoris lixoides Germar, 1839
- Alphocoris lobatulus Stål, 1873
- Alphocoris lobulatus Stål, 1873
- Alphocoris naso Rédei & Tsai, 2018
- Alphocoris pachycephalus de Bergevin, 1931
- Alphocoris pfeifferi Hoberlandt, 1997